# Culex szemaoensis
Culex szemaoensis är en tvåvingeart som beskrevs av Wang och Feng 1964. Culex szemaoensis ingår i släktet Culex och familjen stickmyggor. Inga underarter finns listade i Catalogue of Life.